# Ahmed Rami
Ahmed Rami (àrab: أحمد رامي, Aḥmad Rāmī) (Tafraout, Marroc, 12 de desembre de 1946) és un ex-oficial d'origen marroquí que viu a exiliat a Suècia com un dissident polític del règim del rei Hassan II i fundador de Radio Islam. Ahmed Rami va ser acusat de ser còmplice en el cop de Skhirat de juliol 1971 contra Hassan II per tal d'abolir la monarquia i establir una república islàmica. Ahmed Rami va ser condemnat a mort, però va aconseguir escapar del Marroc. Radio Islam va començar a transmetre el 3 de març de 1987, i va funcionar fins a 1992 a Estocolm, Suècia. Al maig de 1996 l'estació va reprendre les seves operacions. Les emissions de Radio Islam van causar un enrenou a Suècia. Fins i tot el Premi Nobel Elie Wiesel es va estendre el tancament de Radio Islam. Aquestes campanyes s'han portat a judici en contra de Radio Islam el 1990 i la condemna d'Ahmed Rami a sis mesos de presó. Jan Bergman, professor d'història de la religió a la Universitat d'Uppsala, havia testificat a favor d'Ahmed Rami quan va ser cridat com a testimoni de la defensa en el judici.